# Малосу (Бакау)
Малосу (рум. Mâlosu) насеље је у Румунији у округу Бакау у општини Липова. Oпштина се налази на надморској висини од 275 m.

## Становништво
Према подацима из 2011. године у насељу је живело 775 становника.